# إلرود هيندريكس
إلرود هيندريكس (بالإنجليزية: Elrod Hendricks) هو لاعب كرة قاعدة أمريكي، ولد في 22 ديسمبر 1940 في شارلوت أمالي في الولايات المتحدة، وتوفي في 21 ديسمبر 2005 في جلان بورني في الولايات المتحدة بسبب نوبة قلبية.

## وصلات خارجية
- إلرود هيندريكس على موقعبيزبول رفرنس.كوم (الدوري الرئيسي) (الإنجليزية)
- إلرود هيندريكس على موقعبيزبول رفرنس.كوم (الدوري الثانوي) (الإنجليزية)
- إلرود هيندريكس على موقع جمعية أبحاث البيسبول الأمريكية (الإنجليزية)